# 黃兆恆
黃兆恆（英語：Jayson，1985年2月25日—），香港職業泰拳拳擊運動員。前名人的保鑣。2016年於柴灣開設Final Round 泰拳健身中心 （页面存档备份，存于）。
2017於泰國全國直播賽事”MX”職業拳賽中KO泰國職業拳手一戰成名。2018年於香港大學修畢法律系証書課程 。 （页面存档备份，存于）2019年於港大修畢法律文憑。

## 榮譽
- 2007年香港泰拳理事會57公斤級冠軍
- 2009年全中國泰拳公開賽60公斤級季軍
- 2010 年香港泰拳理事會傑出運動員  （页面存档备份，存于）
- 2017年I-1泰拳格蘭披治香港最佳拳手  （页面存档备份，存于）
- 2017 香港首位獲要出席泰國職業拳賽而獲勝的香港拳手[2]。

## 外部連結
- 黃兆恆的Facebook專頁
- www.finalroundhk.com （页面存档备份，存于）